# Drag Race Holland (seconda edizione)
La seconda edizione di Drag Race Holland è andata in onda nei Paesi Bassi a dal 6 agosto al 24 settembre 2021 sulla piattaforma streaming Videoland.
La stagione è stata confermata il 17 gennaio 2021, mentre i casting si sono conclusi il 1º marzo 2021.
Il 27 luglio 2021 vengono annunciate le dieci concorrenti, provenienti dai Paesi Bassi, per essere incoronate la prossima Holland's Next Drag Superstar.
Vanessa Van Cartier, vincitrice dell'edizione, ricevette come premio 15000 €, un articolo e copertina su Cosmopolitan, un posto come artista principale al Milkshake Festival 2022, una corona e uno scettro di Fierce Drag Jewels.
Keta Minaj parteciperà alla seconda edizione di RuPaul's Drag Race: UK vs the World.

## Concorrenti
Le concorrenti che prenderanno parte al reality show sono:
| Concorrente         | Vero nome            | Età | Città                             | Posizionamento |
| ------------------- | -------------------- | --- | --------------------------------- | -------------- |
| Vanessa Van Cartier | Vanessa Crokaert     | 41  | Rotterdam – Olanda Meridionale    | Vincitrice     |
| My Little Puny      | Boris Schreurs       | 38  | Amsterdam – Olanda Settentrionale | 2º posto       |
| Vivaldi             | Tim Loohuis          | 22  | Enschede – Overijssel             | 3º posto       |
| Keta Minaj          | Bobby Snijder        | 40  | Amsterdam – Olanda Settentrionale | 4º posto       |
| Tabitha             | Edson de Rendamie    | 46  | Amsterdam – Olanda Settentrionale | 5º posto       |
| The Countess        | Tom Matthijs         | 21  | Amsterdam – Olanda Settentrionale | 6º posto       |
| Ivy-Elyse           | RyanTino Troenokarso | 35  | Amsterdam – Olanda Settentrionale | 7º posto       |
| Love Masisi         | Pierre Alexandre     | 43  | Amsterdam – Olanda Settentrionale | 8º posto       |
| Reggy B             | Bram Louts           | 25  | Amsterdam – Olanda Settentrionale | 9º posto       |
| Juicy Kouture       | Mishel Bronx         | 24  | Amsterdam – Olanda Settentrionale | 10º posto      |

## Tabella eliminazioni
| Ordine | Episodi   | Episodi   | Episodi   | Episodi   | Episodi  | Episodi | Episodi | Episodi             |
| Ordine | 1         | 2         | 3         | 4         | 5        | 6       | 7       | 8                   |
| ------ | --------- | --------- | --------- | --------- | -------- | ------- | ------- | ------------------- |
| 1      | Keta      | Countess  | Keta      | Puny      | Vanessa  | Keta    | Puny    | Vanessa Van Cartier |
| 2      | Puny      | Love      | Vivaldi   | Keta      | Keta     | Puny    | Vanessa | My Little Puny      |
| 3      | Vanessa   | Vivaldi   | Puny      | Tabitha   | Vivaldi  | Vanessa | Vivaldi | Vivaldi             |
| 4      | Vivaldi   | Vanessa   | Vanessa   | Vivaldi   | Puny     | Vivaldi | Keta    |                     |
| 5      | Love      | Keta      | Countess  | Vanessa   | Tabitha  | Tabitha |         |                     |
| 6      | Tabitha   | Puny      | Tabitha   | Countess  | Countess |         |         |                     |
| 7      | Countess  | Tabitha   | Ivy-Elyse | Ivy-Elyse |          |         |         |                     |
| 8      | Ivy-Elyse | Ivy-Elyse | Love      |           |          |         |         |                     |
| 9      | Reggy B   | Reggy B   |           |           |          |         |         |                     |
| 10     | Juicy     |           |           |           |          |         |         |                     |

Legenda:
     La concorrente ha vinto la gara
      La concorrente è arrivata in finale ma non ha vinto la gara
     La concorrente è arrivata in finale, ma è stata eliminata
     La concorrente ha vinto la puntata
     La concorrente figura tra i primi ma non ha vinto la puntata
     La concorrente è salva e accede alla puntata successiva (l'ordine di chiamata è casuale)
     La concorrente figura tra le ultime ma non è a rischio eliminazione
     La concorrente figura tra le ultime due ed è a rischio eliminazione
     La concorrente è stata eliminata

## Giudici
- Fred van Leer
- Marieke Samallo
- Carlos Boszhard
- Raven van Dorst

### Giudici ospiti
- Elise Schaap
- Soundos El Ahmadi
- Buddy Vedder
- Freek Bartels
- Alex Klaasen
- Merol
- Glennis Grace
- Tina de Bruin
- Envy Peru

## Special Guest
- RuPaul
- Roem
- Patty Pam-Pam
- Megan Schoonbrood
- Madame Madness
- Sederginne
- ChelseaBoy
- Miss Abby OMG
- Ma'Ma Queen
- Janey Jacké
- Envy Peru
- Alek
- Dusty Gersanowitz
- Gerald van Windt
- Damian Overduyn
- Dolf Pasker
- Gert Kasteel
- Catherine Keyl
- Ferry Doedens
- Famke Louise

## Riassunto episodi

### Episodio 1 -Who's That Queen?
Il primo episodio della seconda edizione olandese si apre con le concorrenti che entrano nell'atelier. La prima a entrare è Reggy B, l'ultima è Keta Minaj. Fred van Leer fa il suo ingresso nell'atelier annunciando l'inizio di una nuova edizione e dando il benvenuto alle concorrenti.
- La sfida principale: per la sfida principale le concorrenti prenderanno parte a una gara di talenti, esibendosi davanti ai giudici e alle concorrenti della prima edizione. Fred van Leer ritorna nell'atelier offrendo alle concorrenti consigli su come dare il massimo per mostrare il proprio talento. Le concorrenti decidono di esibirsi nelle seguenti categorie:

| Concorrente         | Talento dell'esibizione  |
| ------------------- | ------------------------ |
| Vivaldi             | Burlesque                |
| Ivy-Elyse           | Silk Veil Poi            |
| My Little Puny      | Pole dance               |
| Reggy B             | Rapping                  |
| Tabitha             | Salsa                    |
| Love Masisi         | Canto                    |
| The Countess        | Pianoforte               |
| Juicy Kutoure       | Spoken word con pose     |
| Vanessa Van Cartier | Esibizione contemporanea |
| Keta Minaj          | Trucchi di magia         |

Giudice ospite della puntata è Elise Schaap. Il tema della sfilata è Nightlife Extravaganza, dove le concorrenti devono sfoggiare un abito perfetto per una serata in un nightclub. Fred van Leer dichiara Love, Tabitha e Countess salve, e lascia le altre concorrenti sul palco per le critiche. Reggy B e Juicy Kouture sono le peggiori, mentre Keta Minaj è la migliore della puntata.
- L'eliminazione: Reggy B e Juicy Kutoure vengono chiamate a esibirsi con la canzone Physical di Dua Lipa. Reggy B si salva, mentre Juicy Kouture viene eliminata dalla competizione.

### Episodio 2 -Ooh, I Got Sunburned!
Il secondo episodio inizia con le concorrenti che rientrano nell'atelier dopo l'eliminazione di Juicy, con Reggy B grata per aver ricevuto una seconda possibilità per mostrare ai giudici tutte le sue qualità.
- La mini sfida: per la mini sfida, le concorrenti prendono parte a un servizio fotografico su una bicicletta, mentre devono resistere a una tempesta generata da un ventilatore. La vincitrice della mini sfida è The Countess.
- La sfida principale: le concorrenti devono creare un outfit e una borsetta abbinata, utilizzando oggetti e cianfrusaglie che si possono trovare in campeggio. Avendo vinto la mini sfida, Countess ha possibilità di scegliere per prima i materiali da utilizzare per la sfida. Prima della sfilata, molte concorrenti discutono su i molti pregiudizi e discriminazioni che, ancora oggi, la comunità LGBTQIA+ deve affrontare quotidianamente.

Giudice ospite della puntata è Soundos El Ahmadi. Il tema della sfilata è Glamping Couture, dove le concorrenti devono presentare il look appena creato. Fred van Leer dichiara Vanessa, Keta e Puny salve, e lascia le altre concorrenti sul palco per le critiche. Ivy-Elyse e Reggy B sono le peggiori, mentre The Countess è la migliore della puntata.
- L'eliminazione: Ivy-Elyse e Reggy B vengono chiamate a esibirsi con la canzone Don't Leave Me This Way di Thelma Houston. Ivy-Elyse si salva, mentre Reggy B viene eliminata dalla competizione.

### Episodio 3 -Icons Only (Snatch Game)
Il terzo episodio inizia con le concorrenti che rientrano nell'atelier dopo l'eliminazione di Reggy B, contente di aver superato una sfida complicata come una sfida di design.
- La mini sfida: per la mini sfida, le concorrenti devono indossare una tuta colorata stile anni '90, per poi esibirsi in una coreografia in stile hakken sui tacchi. La vincitrice della mini sfida è Ivy-Elyse.
- La sfida principale: per la sfida principale, le concorrenti prendono parte alla sfida "classica" in ogni edizione, lo Snatch Game. Elise Schaap e Carlo Boszhard sono gli ospiti del gioco. Le concorrenti dovranno scegliere una celebrità e impersonarla per l'intero gioco, rispondendo ad alcune domande e cercando di essere il più divertenti possibili. Le celebrità scelte dai concorrenti sono state:

| Concorrente         | Celebrità impersonata      |
| ------------------- | -------------------------- |
| Ivy-Elyse           | Cardi B                    |
| Keta Minaj          | Sophie Anderson            |
| Love Masisi         | Grace Jones                |
| My Little Puny      | Marijke Helwegen           |
| Tabitha             | Kim Holland                |
| The Countess        | Luigi XIV                  |
| Vanessa Van Cartier | Mathilde, Regina dei Belgi |
| Vivaldi             | Nikkie Plessen             |

Giudice ospite della puntata è Buddy Vedder. Il tema della sfilata è Monsters' Ball, dove le concorrenti devono sfoggiare un abito che rappresenti un mostro. Dopo la sfilata e le critiche dei giudici, Fred van Leer dichiara che Ivy-Elyse e Love Masisi sono le peggiori, mentre Vivaldi e Keta Minaj sono le migliori della puntata.
- L'eliminazione: Ivy-Elyse e Love Masisi vengono chiamate a esibirsi con la canzone It's All Coming Back to Me Now di Céline Dion. Ivy-Elyse si salva, mentre Love Masisi viene eliminata dalla competizione.

### Episodio 4 -Cinderella in Mokkum
Il quarto episodio inizia con le concorrenti che rientrano nell'atelier dopo l'eliminazione di Love, con Ivy-Elyse triste per aver eliminato una sua cara amica. Il giorno successivo nell'atelier, le concorrenti si congratulano con Vivaldi e Keta per la vittoria allo Snatch Game, quest'ultima in particolare è al settimo cielo per aver conquistato la sua seconda vittoria.
- La mini sfida: per la mini sfida le concorrenti devono "leggersi" a vicenda, ovvero dire qualcosa di cattivo ma facendolo in modo scherzoso. La vincitrice della mini sfida è My Little Puny.
- La sfida principale: per la sfida principale, le concorrenti prenderanno parte a un musical ispirato dalle fiabe dei Fratelli Grimm in cui ogni concorrente avrà il ruolo di una principessa delle favole. Avendo vinto la mini sfida, Puny ha possibilità di assegnare i vari ruoli per lo spettacolo. Durante l'assegnazione dei copioni, molte scelte di Countess sono state assegnate ad altre concorrenti, rimanendo unicamente con il ruolo scartato da tutti. Una volta assegnati i copioni, le concorrenti incontrano i coreografi Gerald van Windt e Damian Overduyn, con il quale organizzano la coreografia per il musical. I personaggi impersonati dalle concorrenti sono stati:

| Concorrente         | Personaggio impersonato   |
| ------------------- | ------------------------- |
| Ivy-Elyse           | Gerda the Mermaid         |
| Keta Minaj          | Little Red Riding Hood    |
| My Little Puny      | DJ Prince/Fairy Godmother |
| Tabitha             | Mama                      |
| The Countess        | Sleeping Beauty           |
| Vanessa Van Cartier | CindeRulla                |
| Vivaldi             | Snow White                |

Giudice ospite della puntata è Freek Bartels. Il tema della sfilata è Statements on the Runway, dove le concorrenti devono sfoggiare un abito che rappresenti un profondo messaggio politico-sociale. Dopo la sfilata e le critiche dei giudici, Fred van Leer dichiara che Ivy-Elyse e The Countess sono le peggiori, mentre My Little Puny è la migliore della puntata.
- L'eliminazione: Ivy-Elyse e The Countess vengono chiamate a esibirsi con la canzone Free Your Mind delle En Vogue. The Countess si salva, mentre Ivy-Elyse viene eliminata dalla competizione.

### Episodio 5 -Dearly Beloved (Family Resemblance)
Il quinto episodio inizia con le concorrenti che rientrano nell'atelier dopo l'eliminazione di Ivy-Elyse, con molte concorrenti convinte che The Countess meritasse di essere eliminata principalmente per il suo atteggiamento.
- La mini sfida: per la mini sfida le concorrenti devono impersonare un'officiante, con lo scopo di celebrare delle promesse di matrimonio nella maniera più divertente possibile, dedicata al ventesimo anniversario della legalizzazione dei matrimoni omosessuali nei Paesi Bassi. La vincitrice della mini sfida è Keta Minaj.
- La sfida principale: per la sfida principale, Fred annuncia che le concorrenti devono truccare e preparare un loro familiare o conoscente, con il compito di farli diventare le loro sorelle drag. Durante i preparativi per la sfida, li raggiunge nuovamente Fred, che spende tempo per parlare sul supporto dei conoscenti nei confronti delle concorrenti.

| Concorrente         | Vero Nome del Familiare | Parentela |
| ------------------- | ----------------------- | --------- |
| Keta Minaj          | Joyce                   | Madre     |
| My Little Puny      | Kim                     | Sorella   |
| Tabitha             | Germaine                | Sorella   |
| The Countess        | Lot                     | Amica     |
| Vanessa Van Cartier | Stevie                  | Compagno  |
| Vivaldi             | Karin                   | Madre     |

Giudice ospite della puntata è Alex Klassen. Il tema della sfilata è Roots, dove le concorrenti e i loro conoscenti devono sfoggiare dei look simili, che rappresenti la loro famiglia drag. Durante i giudizi viene chiesto ai conoscenti perché la loro "sorella" drag merita di vincere la competizione. Dopo la sfilata e le critiche dei giudici, Fred van Leer dichiara My Little Puny, Tabitha e The Countess le peggiori, mentre Vanessa Van Cartier è la migliore della puntata.
- L’eliminazione: My Little Puny, Tabitha e The Countess vengono chiamate a esibirsi con la canzone Call Me Mother di RuPaul. My Little Puny e Tabitha si salvano, mentre The Countess viene eliminata dalla competizione.

### Episodio 6 -Spill the Coffee
Il sesto episodio inizia con le concorrenti che rientrano nell'atelier dopo l'eliminazione di Countess, con Vanessa al settimo cielo per aver vinto la sfida a cui ambiva di più, soprattutto è felice di aver condiviso questa vittoria con il suo compagno. Il giorno successivo nell'atelier, fanno il calcolo delle vittorie di tutte, e Tabitha si sente molto amareggiata visto il suo percorso in costante discesa.
- La mini sfida: per la mini sfida le concorrenti devono giocare a un gioco di memoria, dove devono indovinare il maggior numero di emoji nascoste negli slip della Pit Crew. La vincitrice della mini sfida è My Little Puny.
- La sfida principale: per la sfida principale, le concorrenti dovranno presentare un programma rotocalco dal titolo Koffee Meid, che sarà trasmesso dal vivo. Avendo vinto la mini sfida, Puny ha possibilità di scegliere il suo ruolo da interpretare. Durante l'assegnazione dei copioni, molte scelte di Tabitha sono state assegnate ad altre concorrenti, rimanendo unicamente con il ruolo scartato da tutte. Dopo la registrazione dello show, si scatena un'accesa discussione tra Vanessa e Vivaldi, dove si viene a scoprire che quest'ultima possiede un cellulare all'interno dell'atelier, cosa vietata secondo il regolamento del programma.

Giudice ospite della puntata è Merol. Il tema della sfilata è Opposites Attract, dove le concorrenti devono presentare due abiti differenti, che rappresentino uno l'opposto dell'altro. Prima dei giudizi, viene chiarita la presenza del presunto cellulare di Vivaldi, constatando un'infrazione del regolamento. Dopo la sfilata e le critiche dei giudici, Fred van Leer dichiara Tabitha e Vivaldi le peggiori, mentre Keta Minaj è la migliore della puntata.
- L’eliminazione: Tabitha e Vivaldi vengono chiamate a esibirsi con la canzone Lekker met de Meiden di Merol. Vivaldi si salva, mentre Tabitha viene eliminata dalla competizione.

### Episodio 7 -Whodunnit
Il settimo episodio inizia con le concorrenti che rientrano nell'atelier dopo l'eliminazione di Tabitha, sorprese dalla scelta di Fred di non eliminare Vivaldi, nonostante la violazione delle regole, e quest'ultima chiede nuovamente scusa a tutte le altre, affermando di essersi pentita per quello che ha fatto. 
- La mini sfida: per la mini sfida, le concorrenti prendono parte al concorso di bellezza Miss Match, dove devono impersonare una concorrente avversaria ed esibirsi in un siparietto comico. La vincitrice della mini sfida è Vanessa Van Cartier.
- La sfida principale: per la sfida principale, le concorrenti devono recitare nel film giallo De Moord op de Hak. Avendo vinto la mini sfida Vanessa avrà la possibilità di assegnare i vari ruoli della sfida. Dopo l'assegnazione dei copioni, le concorrenti raggiungono Ferry Doedens, che aiuterà a produrre il film nel ruolo di registra. Keta, Vanessa e Vivaldi hanno avuto molte difficoltà con le battute, mentre Puny ha ricevuto complimenti per la sua improvvisazione.

| Concorrente         | Personaggio interpretato |
| ------------------- | ------------------------ |
| Keta Minaj          | Carla                    |
| My Little Puny      | Poes                     |
| Vanessa Van Cartier | Pets                     |
| Vivaldi             | De Quoque                |

Giudice ospite della puntata sono Glennis Grace e Tina de Bruin. Il tema della sfilata è Double Dutch, dove le concorrenti devono sfoggiare un abito che rappresenti la cultura e la tradizione dei Paesi Bassi. Durante i giudizi viene chiesto alle concorrenti, chi secondo loro merita di essere eliminata. Dopo la sfilata e le critiche dei giudici, Fred van Leer dichiara Vivaldi e Keta Minaj le peggiori della puntata, mentre My Little Puny è la migliore della puntata ed accede alla finale, Vanessa Van Cartier si salva ed accede alla finale.
- L’eliminazione: Vivaldi e Keta Minaj vengono chiamate a esibirsi con la canzone Don't Stop Me Now dei Queen. Vivaldi si salva e accede alla finale, mentre Keta Minaj viene eliminata dalla competizione.

### Episodio 8 -Grand Finale
L'ottavo ed ultimo episodio di quest'edizione si apre con le finaliste che ritornano dopo l'eliminazione di Keta, ancora sconvolte dall'eliminazione poiché Keta era la concorrente con più vittorie, inoltre si discute su chi riuscirà a vincere quest'edizione ed il titolo di prossima Drag Superstar olandese.
Prima dell'arrivo delle finaliste, entrano nell'atelier tutte le concorrenti dell'edizione che discutono con Fred sulle varie eliminazioni durante gli episodi per poi accogliere le finaliste. Successivamente anche RuPaul appare in un video-messaggio per augurare buona fortuna alle finaliste.
Per l'ultima prova, prima di incoronare la vincitrice di quest'edizione, le concorrenti devono comporre un pezzo, cantare ed esibirsi sulla canzone di Famke Luoise, Vieren e, successivamente, dovranno prendere parte ad un podcast con Fred van Leer e Marieke Samallo.
Dopo aver realizzato la coreografia, a uno a uno le concorrenti prendono parte all'intervista con Fred van Leer e Marieke Samallo che pongono domande sulla loro esperienza in questa edizione di Drag Race Holland.
I giudici della puntata sono: Fred van Leer, Marieke Samallo, Carlo Boszhard, Raven van Dorst e Envy Peru. Il tema della sfilata è Best Drag, dove tutte le concorrenti dell'edizione dovranno sfilare con il loro vestito migliore.
Dopo le critiche, le concorrenti tornano nell'atelier dove discutono dell'esperienza vissuta nello show. Prima dell'annuncio dei risultati, viene eletta la prima Miss Simpatia dello show che, come accade nella versione statunitense, è stata scelta dalle concorrenti. A vincere il titolo è stata Tabitha.
Dopo l'ultima sfilata, Fred van Leer comunica che le due finaliste che accedono alla finalissima sono My Little Puny e Vanessa Van Cartier, mentre Vivaldi viene eliminata dalla competizione. My Little Puny e Vanessa Van Cartier si esibiscono in playback sulla canzone This Is My Life di Shirley Bassey. Dopo l'esibizione, Fred van Leer dichiara Vanessa Van Cartier vincitrice della seconda edizione di Drag Race Holland.